# Nagyboldogasszony-plébániatemplom (Kisbér)
A Nagyboldogasszony-plébániatemplom a Komárom-Esztergom vármegyei Kisbér római katolikus temploma, a város központjában. Szervezetileg a győri egyházmegyébe tartozik.

## Története
A ma műemléki védettség alatt álló, barokk stílusú templom 1783-ban épült; késő barokk főoltára és gazdagon díszített, copf stílusú szószéke néhány évvel később, 1788-ban készült el. Az épületet 1825-ben gróf Batthyány Antal József klasszicista stílusúra építtette át és két csonka toronnyal bővíttette. A templom freskói 1938-ban készültek Döbrentey Gábor tervei alapján, üvegablakait 1982-ben Mohay András alkotta. A templom tetőszerkezete 2012-ben teljes felújításon esett át, az épület teljes külső homlokzati felújítása 2021 tavaszán fejeződött be.

## Hitélete
A templomban télen és nyáron is heti négy alkalommal celebrálnak szentmisét, keddi napokon reggel, csütörtöki és pénteki napokon este, vasárnap pedig délelőtt 10 órakor.
A kisbéri plébánia látja el oldallagosan az ászári Szent György, a bakonysárkányi Szent István király, a hántai Páduai Szent Antal és a csépi Szent Család plébániát.

## Plébánosai
- 1683–1692: Barbacsi István plébános
- 1692–1714: nem ismert
- 1714–1722: Gasparóczky János plébános
- 1722–1732: Simonyi László plébános
- 1732–1739: Barbacsi István plébános
- 1739–1758: Krizmanits György plébános
- 1758–1803: Sárovits József plébános
- 1803–1818: Zetykó János plébános
- 1818–1854: Böle Mihály esperes-plébános
- 1854–1907: Illínyi József tb. kanonok, plébános
- 1907–1910: Hérics Márton plébános
- 1911–1914: Árvay Sándor plébános
- 1914–1939: Szohurek Antal főesperes-helyettes, plébános
- 1939–1946: dr. Somogyi Antal esperes-plébános
- 1946–1946: Nagy József adminisztrátor
- 1946–1952: Pócza Ferenc esperes-plébános
- 1952–1957: dr. Péter László esperes, adminisztrátor
- 1957–1960: Pócza Ferenc esperes-plébános
- 1960–1963: Mézes Ernő adminisztrátor
- 1963–1966: Telekesi József esperes, adminisztrátor
- 1966–1967: dr. Szelestei Béla püspöki tanácsos, adminisztrátor
- 1967–1973: Noga Mihály esperes-plébános
- 1973–1976: Medgyessy Ottó tb. kanonok, plébános
- 1976–1997: Győri Imre esperes-plébános
- 1997–2008: Varga György esperes-plébános
- 2008-2019: Bajkai Csaba esperes-plébános
- 2019– : Magyaros László plébániai kormányzó